# Daniel Levitin
Daniel J. Levitin (San Francisco, 27 dicembre 1957) è uno psicologo cognitivo, neuroscienziato, musicista, e scrittore statunitense.
È attualmente professore di Psicologia e neuroscienze comportamentali alla Università McGill a Montréal in Canada.